# رحمانلو (ديزجرود الغربي)
رحمانلو (بالفارسية: رحمانلو) هي قرية تقع في إيران في أذربيجان الشرقية. يقدر عدد سكانها بـ 345 نسمة بحسب إحصاء 2016.